# ادمار فیگوئرا
ادمار فیگوئرا (به پرتغالی: Edmar Figueira) مهاجم (مهاجم) اهل برزیل است که در شهر Naviraí ماتوگروسو جنوبی و در تاریخ ۱۳ مهٔ ۱۹۸۴ به دنیا آمده‌است.
ادمار فیگوئرا در تیم‌های فوتبال Sociedade Esportiva Matsubara سابقهٔ حضور دارد.